# 扎莫希奇要塞

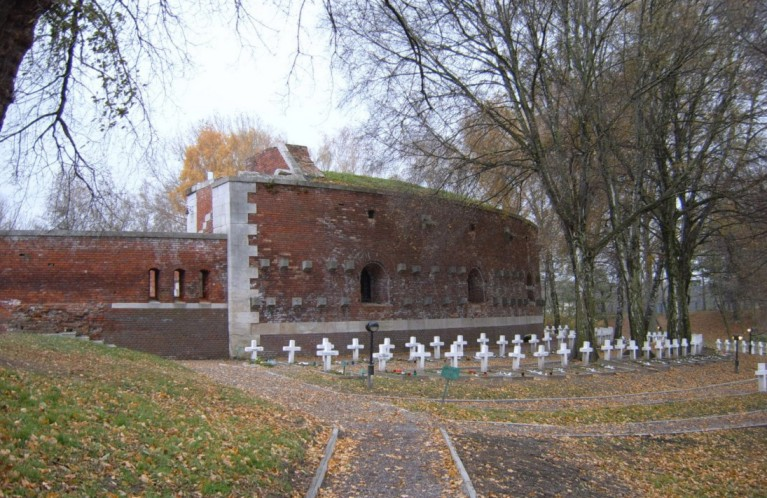

扎莫希奇要塞（波蘭語：Twierdza Zamość）是位於波蘭城市扎莫希奇的一座要塞建築。扎莫希奇要塞修建於1579年至1618年，是波蘭-立陶宛聯邦最大的要塞之一。

## 外部連結
- Panorama 360° of the Market Place and City Hall, designed by Bernardo Morando （页面存档备份，存于）

50°43′01″N 23°15′10″E / 50.71694°N 23.25278°E